# Isabel Lucas
Isabel Lucas, née le 29 janvier 1985 à Melbourne, en Australie, est une actrice australienne. Elle est notamment connue pour son rôle de Tasha Andrews dans la série Summer Bay.

## Biographie
Son père est Australien et sa mère Suissesse (elle parle d'ailleurs l'allemand ainsi que le français en plus de son anglais natal). Elle a, entre autres, étudié au St. Monica's College en Australie. Elle est la compagne du chanteur australien Angus Stone (du groupe Angus & Julia Stone) ; leur première apparition officielle en tant que couple a eu lieu le 7 novembre 2010 à l'opéra de Sydney, à l'occasion de la cérémonie des ARIA Awards (the Australian Record Industry Awards).
Elle tourne dans le clip d'Ed Sheeran, Give Me Love, sorti le 9 novembre 2012.

### Militante
Isabel Lucas est également connue pour militer dans différentes organisations qui défendent l'environnement, telle que Greenpeace International. En octobre 2007, elle faisait partie d'un groupe de 30 personnes (dans lequel figurait également Hayden Panettiere) de la Sea Shepherd Conservation Society qui a protesté contre la chasse des baleines à Taiji, au Japon. Le groupe s'est rendu en planche à voile près des baleines pour empêcher la chasse, mais ils ont été forcés de faire demi-tour après avoir été interceptés par un bateau de pêche. Isabel Lucas et la Sea Shepherd Conservation Society ont réalisé la même action pour la chasse aux dauphins au Japon aussi. Ils se sont ensuite directement rendus à l'aéroport d'Osaka pour quitter le pays et éviter d'être arrêtés par la police japonaise. Pour cette action, Isabel Lucas est sous le coup d'un mandat d'arrêt si elle retourne au Japon.
Isabel Lucas est également une porte-parole auprès de la Fondation Nationale contre le Cancer du Sein qui est une institution australienne qui aide et promeut la recherche contre le cancer du sein en Australie.

## Filmographie

### Cinéma
- 2009 : The Cove de Louie Psihoyos : elle-même
- 2009 : Transformers 2 : La Revanche de Michael Bay : Alice
- 2009 : The Waiting City de Claire McCarthy : Scarlett
- 2010 : Daybreakers de Michael et Peter Spierig : Alison Bromley
- 2010 : A Heartbeat Away de Chris Fitchett : Mandy Riddick
- 2010 : The Wedding Party : Anna Petrov
- 2011 : Les Immortels de Tarsem Singh  : Athéna
- 2012 : L'Aube rouge de Dan Bradley : Erica Martin
- 2013 : Electric Slide de Tristan Patterson : Pauline
- 2014 : Vertiges d'Erik Van Looy : Sarah Deakins
- 2014 : La Promesse d'une vie de Russell Crowe : Natalia
- 2015 : Knight of Cups de Terrence Malick : Isabel
- 2015 : Manipulation (Careful What You Wish For) de Elizabeth Allen Rosenbaum : Lena Harper
- 2016 : Osiris, la 9ème planète de Shane Abbess : Gyp
- 2016 : That's Not Me de Gregory Erdstein : Zoe Cooper
- 2017 : The 11th de Xavier Nemo : Sisse
- 2018 : In Like Flynn de Russell Mulcahy : Rose
- 2019 : In The Night de Thibaut Buccellato

### Télévision
- 2003-2006 : Summer Bay (série télévisée) : Tasha Andrews
- 2010 : Band of Brothers : L’Enfer du Pacifique (série télévisée) : Gwen
- 2017 : Emerald City (série télévisée) : Anna
- 2017 : MacGyver (série télévisée) : Samantha Cage

### Clips
- 2012 : Give Me Love (en) d'Ed Sheeran